# قصعين أرجواني داكن
قصعين أرجواني داكن (الاسم العلمي:Salvia atropurpurea) هو نوع من النباتات يتبع جنس القصعين من الفصيلة الشفوية.